# Міфіка: Некромант
Міфіка: Некромант (англ. Mythica: The Necromancer) — американський фентезійний телефільм, третій з фантастичного циклу «Міфіка» телекомпанії Arrowstorm Entertainment, що слідує за фільмами Міфіка: Завдання для героїв та Міфіка: Темні часи. Режисером фільму став А. Тодд Сміт, сценаристами — Джейсон Фаллер, Ліска Остоїч та Джастін Партрідж. У головних ролях знялися Кевін Сорбо та Мелані Стоун. Четвертий фільм циклу «Міфіка: Залізна корона» вийшов у 2016 році, за ним п'ятий і останній фільм «Міфіка: Убивця богів».

## Сюжет
Марек починає опановувати досконалішу магію, тренуючись з Годжун Паєм. Вона отримала від нього посох, і навіть допомогла зупинити декілька орків, які влаштували йому пастку. Але Годжун Пай нагадує Марек, що їй потрібно бути обережною щодо своїх некромантових сил, які можуть привести її до темряви, бо, відібравши у когось життєву силу, їй важко буде стати на світлу сторону. Він розказує Марек про свою історію та про його колишню команду чаклунів і їх ворога Зорлока: їх називали Червоними тернями, вони були могутніми та непереможними, заздрістю царства, і Зорлок хотів зупинити вторгнення віталійських солдатів, ставши королем-лічем і контролюючи полчища нежиті. Перемігши Зорлока, один із чаклунів пожертвував собою, і це призвело до розформування групи, а також до вторгнення віталійських солдатів. Щоб стати Королем-Лічем, Зорлоку треба зібрати чотири частини Даркспори, але для цього йому потрібна допомога інших некромантів, включаючи Марек. Тому вона повинна переховуватися, щоб її не знайшов Зорлок, який вже має два шматки Даркспори.

## Актори
| Актор                  | Роль             |
| ---------------------- | ---------------- |
| Мелані Стоун           | Марек            |
| Адам Джонсон           | Тейн             |
| Джейк Стормен          | Даген            |
| Нікола Позенер         | Тіла             |
| Філіп Броді            | Бетилла          |
| Метью Мерсер           | Зорлок           |
| Роберт Джейн           | Перегус Малістер |
| Кевін Сорбо            | Годжун Пай       |
| Крістофер Робін Міллер | Молотоголов      |
| Дейві Моррісон         | Вугор            |
| Джефф Гансен           | капітан Пуріо    |
| Еві Броді              | Юлія             |